# جويل فراي (ممثل)
جويل فراي (بالإنجليزية: Joel Fry)‏ هو ممثل بريطاني، ولد في القرن 20 في المملكة المتحدة.

## أعمال

### أفلام
- (2008) 10000 ق م[5][6]
- (2009) أعداء الشعب[7][8]
- (2010) تامارا درو[9][10]

- في الأرض (فيلم 2021)

### مسلسلات
- صراع العروش

## وصلات خارجية
- جويل فراي على موقع IMDb (الإنجليزية)
- جويل فراي على موقع ألو سيني (الفرنسية)
- جويل فراي على موقع ميوزك برينز (الإنجليزية)
- جويل فراي على موقع ميوزك برينز (الإنجليزية)
- جويل فراي على موقع أول موفي (الإنجليزية)
- جويل فراي على موقع قاعدة بيانات الأفلام السويدية (السويدية)
- جويل فراي على موقع قاعدة بيانات الفيلم (الإنجليزية)
- جويل فراي على موقع كينوبويسك (الروسية)